# Ржаное (озеро)
Ржаное — пресноводное озеро на территории Шокшинского вепсского сельского поселения Прионежского района Республики Карелии.

## Общие сведения
Площадь озера — 0,7 км², площадь водосборного бассейна — 6 км². Располагается на высоте 73 метров над уровнем моря.
Форма озера продолговатая: оно вытянуто с севера на юг. Берега каменисто-песчаные, преимущественно заболоченные.
С южной стороны озера вытекает Ржаной ручей, впадающий в реку Муромлю. Муромля впадает в Верхнесвирское водохранилище, через которое протекает река Свирь.
Населённые пункты вблизи водоёма отсутствуют.
Код объекта в государственном водном реестре — 01040100711102000015051.